# Mantidactylus noralottae
A Mantidactylus noralottae  a kétéltűek (Amphibia) osztályába és  a békák (Anura) rendjébe, az aranybékafélék (Mantellidae) családjába tartozó faj. 

## Előfordulása
Madagaszkár endemikus faja. A sziget déli-középső részén, az Isalo Nemzeti Parkban, 1000 m-es tengerszint feletti magasságban honos. 

## Nevének eredete
A fajt leírója, Vincenzo Mercurio feleségének Nora Lotta Fröhdernek a tiszteletére nevezte el kutatómunkája fáradhatatlan támogatásának elismeréseként.

## Megjelenése
Közepes méretű Mantidactylus faj. A hímek mérete 33–35 mm, a nőstényeké 36–40 mm. Teste karcsú, pofája oldalnézetben csúcsos, felülnézetben lekerekített. A canthus rostralis egyenes. Hallószerve ovális alakú, mérete a hímeknél nagyobb. A hímeknek egyetlen hanghólyagjuk van, combmirigyük nincs. Mellső lába karcsú, úszóhártyája nincs. Ujjai végén mérsékelten megnövekedett korongok találhatók. Lábközépcsontjai különállók. Hátsó lábán úszóhártya található. Háti és hasi bőre sima. Háta barna, enyhén pettyezett. Végtagjain halvány keresztcsíkok láthatók. Hasa fehéres, szabálytalan barna mintázattal. Genetikai és bioakusztikus adatok alapján a faj a Brygoomantis alnembe tartozik.

## Természetvédelmi helyzete
A vörös lista adathiányos fajként tartja nyilván. Egyetlen védett területen, az Isalo-masszívumban elhelyezkedő Isalo Nemzeti Parkban fordul elő.